# 新藤朝陽
新藤朝陽（しんどうあさひ、本名非公開）は、1966年東京生まれの日本の官能小説家。 

## 来歴・人物
2014年に『エスプリは艶色』で双葉文庫（双葉社）よりデビューした官能小説家。 
小学校５年生から新聞配達を始め、コンビニ、ファミレス、寿司屋、ラーメン屋、警備会社、運送会社、家電量販店、居酒屋、出版社、ゲイバーなど数々のアルバイトに従事した。
大手グローバルIT企業で営業職をする傍ら、官能小説を執筆した。
情熱的な官能描写に加え、ほろりと心に響く人間模様も大切にし、躰も心も濡れさせる文章が特徴的。

## 作品
- 『エスプリは艶色』双葉社双葉文庫（2014.7.12）
- 『淫内パラダイス』双葉社双葉文庫（2014.10.19）
- 『オフィスで淫して』双葉社双葉文庫（2015.1.18）
- 『夢色キッチン』双葉社双葉文庫（2015.4.19）
- 『不貞の夜から』双葉社双葉文庫（2015.7.19）
- 『快楽ミッション』双葉社双葉文庫（2015.9.13）
- 『憧れセイカン』双葉社双葉文庫（2016.1.13）
- 『美味づくし』双葉社双葉文庫（2016.5.12）
- 『ときめき引越便』双葉社双葉文庫（2016.9.15）